# Verchen
Verchen este o comună din landul Mecklenburg-Pomerania Inferioară, Germania.